# 国民政府
国民政府（こくみんせいふ、英: the Nationalist Government, Kuomintang (KMT) ）とは、大陸時代の中華民国における中国国民党による政府のことである。略称は国府（こくふ）。元首は主席（しゅせき）。ただし日本と中国では、一般的な「国民政府」の定義にそれぞれ差異がある。
- 日本：1925年以降に国民党が樹立した政府。中華人民共和国の意向を反映し、1925年から1949年までの間に国民党が中国大陸で樹立した政府とする場合もある。いずれにせよ、1971年に中華民国が国際連合から脱退し、その後日本との国交が断絶してからは、国民政府という呼び方は用いられなくなった。
- 中国：1925年の広州国民政府樹立から、1948年に中華民国憲法に基づく中華民国政府が樹立（憲政の開始）されるまでの間、「訓政時期約法」に基いて国民党が運営していた中央政府の機構及びに最高行政機関を指す。

## 国民政府の変遷
国民政府という呼び名は、政府の所在地を冠して使われることが多い。したがって、国民政府と呼ばれるものは複数あるが、主たるものは、以下のとおりである。1950年までの中華民国は常に政治的に混乱しており、それを反映して一時的に2つの国民政府が並立することもあった。

### 正統な国民政府
今日の中華民国政府を基準に考えると、中華民国の歴史において、以下の国民政府が正統な国民政府ということになる。
※ただし、以下の中華民国正式政府と広東大元帥府は、通常、国民政府の定義に含まないが、中国国民党による政権であり、国民政府の前身となったことを考慮して記載した。
1. 中華民国正式政府 (1921年-1922年) (孫文による政権。広東大元帥府の前身。国民政府を名乗ったわけではないが、中国国民党による政府ということを考慮した。)
2. 広東大元帥府 (1923年-1925年) (孫文による政権。国民政府を名乗ったわけではない。記載理由同上。広州国民政府の前身となる。成立時の大元帥：孫文)

※通常、正統な国民政府とは、以下の国民政府を指す。
1. 広州国民政府 1925年 - 1926年 （主席：汪兆銘）
2. 武漢国民政府 1926年 - 1927年 （ただし、正統であるのは1927年の南京国民政府成立まで。）
3. 南京国民政府 1927年 - 1948年（最初、武漢国民政府と並立、1927年9月に武漢政府は南京政府に統合。日中戦争時に、武漢、重慶に遷都し、1949年に台湾に移転した。1947年の中華民国憲法施行により、翌1948年に国民政府は中華民国政府に改組された(以下参照)。南京国民政府は、以下のように変遷を経ている。成立時の主席：蔣介石）
4. 武漢国民政府 1937年 - 1938年 （日中戦争時に、南京政府が武漢へと遷都していた時期の呼称）
5. 重慶国民政府 1938年 - 1946年 （日中戦争時に、南京政府が重慶へと遷都していた時期の呼称）

※南京国民政府の蔣介石政権は、1947年施行の中華民国憲法に基づいて翌1948年政府組織を改編し、国民政府を「中華民国政府」に改組した。そのため、中国ではこれ以降の国民政府を、憲法に基いた正統な政府として、「中華民国政府」と呼称している。
※台湾における中華民国の存在を認めない中華人民共和国は、中華民国政府を「台湾当局」と呼んでいる。
※1932年1月、南京に新国民政府が成立し（南京・広州合流。主席は林森）、行政院長に汪兆銘が就任した直後（1月のうち）に、洛陽への遷都を宣言し、以降、4期2中全会などを洛陽で行った。同年12月には、南京へ遷都（還都）。洛陽に政府が存在したのが一時的であったこともあり、「洛陽国民政府」という呼び方は通常なされない。

### その他の国民政府
上記の「正統な国民政府」以外にも、当時の政治的な混乱を背景として、正統な国民政府と並立しながら一時的に存在していた「国民政府」も複数存在する。
1. 武漢国民政府 1927年（主席：汪兆銘、南京国民政府との寧漢分裂後）
2. 北平国民政府 1930年（主席：閻錫山）
3. 広州国民政府 1931年 - 1936年（主席：陳済棠）
4. 南京国民政府 1940年 - 1945年（主席：汪兆銘、日中戦争時に日本軍占領地に成立した親日政権）

## 国民政府の歴史

### 初期
中国国民党は中国共産党との国共合作を経て、1926年以後、蔣介石の指導の下に北伐を行って軍閥政権との戦いを続けた。だが、急激な勢力拡大と共産党勢力の浸透は反共的な蔣介石の支持者や経済界の不満を抱かせた。そこで、1927年4月上海クーデターを起こして共産党勢力や労働組合の粛清を図り、同年4月18日南京に南京国民政府を樹立した。蔣介石はこれに反対する武漢国民政府を屈服させ、1928年6月には軍閥政府の根拠地である北京を陥落させた。
1928年10月、蔣介石は全国統一を受けて国民政府主席に就任し、「訓政綱領」と「国民政府組織法」を定めた。これは「以党治国」（国民党による国民政府の指導）と行政・司法・立法・考試・監察の5院制を定めたものであった。だが、翌年以後蔣介石の方針に反対する勢力と保内紛が勃発し、1931年5月には広州国民政府が成立して蔣介石を脅かした。だが、同年の満洲事変の勃発が和解機運を生み出し、1932年1月には南京国民政府は統一を回復した。蔣介石は主席の地位を林森に譲って自らは軍事委員長に転じ、行政院長に汪兆銘（後に孔祥熙）を擁立したが、実権は蔣介石が掌握していた。
南京国民政府成立後最初の10年（南京十年）は、第一次上海事変の影響で一時洛陽に疎開した他は南京にあり、関税自主権の回復や廃両改元などの幣制改革や鉄道網整備などの経済基盤を確立して都市の資本家や中間層の支持を固め、列強から認められる安定政権の確立に成功した。だが、内実は農村部における共産党勢力の浸透は重大な脅威とされ、日本の侵略に対する自国の国際的信頼の低さから、「先安内後攘外」（国内の安定化を優先し、その後で対外的危機にあたる）路線を打ち出して、国内各層の反感を買った。

### 日中戦争
その後、西安事件を機に蔣介石は「先安内後攘外」路線の放棄と国共合作の復活を余儀なくされる。1937年7月に始まった日中戦争は、12月13日に首都南京の陥落を招き、政府は武漢、ついで重慶への疎開を余儀なくされた（重慶国民政府）。この間国民参政会・国防最高委員会を組織して、蔣介石に全国陸海空軍統帥権を付与するなど抗日戦争を指揮する体制を整備し、連合国から治外法権回復や軍事・経済援助を受けるなどの支援策を受け、1943年10月には林森の死去を受けて蔣介石を再び政府主席とした。だが、汪兆銘の離反と支持基盤である東部の喪失、急速な財政悪化と物資不足、国民党と共産党との反目と事実上の内戦再開など、統治の不安定要素も増加していった。

### 国共内戦
1945年9月2日のポツダム宣言調印（日本の降伏）を機に首都南京を回復した蔣介石政権は、10月15日にGHQの命令を受けて台湾に進駐し、10月25日に光復式典によって台湾を編入した。蔣介石は国共内戦を開始する一方、1946年の制憲国民大会で成立した中華民国憲法を1947年1月に公布、1948年3月には第1期国民大会が召集された。これをもって訓政及び国民政府制度の終了と立憲・民主政府（中華民国政府）による憲政確立が宣言され、蔣介石が新設の中華民国総統、李宗仁が副総統に選出された。だが、内戦に不利とそれに伴う経済危機克服のために程なく事実上の軍政に突入し、実態は国民政府時代と大きな違いはなかった。やがて、1949年1月21日に蔣介石は総統辞任と李宗仁への移譲を決断、4日後に政府の広州移転を決断して、南京政府はここに崩壊した。
1949年4月23日に中国人民解放軍が南京を占領、10月1日に中華人民共和国が成立すると、共産党による中国大陸支配が始まった。これを受けて、2ヶ月後の12月7日に、中華民国政府は台北への撤退（遷台）を決定した。

## 登場作品

### ドラマ
- 南京秘話(金陵秘事)

中国中央電視台（CCTV）にて放送。国民政府時代の南京を描いている。